# Kittidet Thaeptham
Kittidet Thaeptham (thailändisch กิตติเดช แทบทาม, * 21. April 1995) ist ein thailändischer Fußballspieler.

## Karriere
Kittidet Thaeptham spielte bis Mitte 2020 beim Amateurligisten Thamuang FC. Mitte 2020 wechselte er zum Lampang FC. Der Verein aus Lampang spielte in der zweiten thailändischen Liga, der Thai League 2. Sein Zweitligadebüt für Lampang gab er am 16. September 2020 im Auswärtsspiel gegen den Phrae United FC. Hier wurde er nach der Halbzeit für Kidsada Prissa eingewechselt. Für Lampang absolvierte er 2020 sechs Zweitligaspiele. Ende 2020 wurde sein Vertrag nicht verlängert. Im Januar 2021 unterschrieb er einen Vertrag beim Pathumthani University FC. Der Verein aus Ayutthaya spielt in der dritten Liga. Mit dem Verein spielte er in der Western Region der Liga. Am Ende der Saison 2023/24 feierte er mit dem Verein die Meisterschaft der Region. In den Aufstiegsspielen zur zweiten Liga konnte man sich jedoch nicht durchsetzen.

## Erfolge
Pathumthani University FC
- Thai League 3 – West: 2023/24